# Philip Kerr
Philip Kerr (n. 22 februarie 1956, Edinburgh, Regatul Unit – d. 23 martie 2018, Londra, Regatul Unit) a fost un scriitor scoțian de thrillere pentru adulți, autor al trilogiei „Berlin Noir” (March Violets, The Pale Criminal și German Requiem) și al altor romane apreciate ca A Philosophical Investigation, Gridiron, The Second Angel, The Shot, Dark Matter.
Provocarea pentru P.B. Kerr a fost să scrie romane pentru copii. Akhnaton și djinnii captivi este primul din seria Copiii lămpii fermecate și a fost scris, după cum mărturisește autorul, pentru copiii săi. Philip Kerr și-a propus să scrie câte o carte pentru fiecare literă a alfabetului.
Cărțile lui Kerr vor fi ecranizate, filmul fiind deja în producție la studiourile Dreamworks.